# Stephen Simpson
Stephen Simpson (Poole, Dorset, Engeland, 8 januari 1984) is een Zuid-Afrikaans autocoureur die onder andere in de A1GP en het Atlantic Championship heeft gereden.

## A1GP resultaten
| Jaar    | Inschrijving        | 1          | 2         | 3          | 4          | 5       | 6       | 7          | 8          | 9          | 10         | 11         | 12        | 13         | 14        | 15         | 16         | 17         | 18         | 19         | 20         | 21         | 22         | Rang | Punten |
| ------- | ------------------- | ---------- | --------- | ---------- | ---------- | ------- | ------- | ---------- | ---------- | ---------- | ---------- | ---------- | --------- | ---------- | --------- | ---------- | ---------- | ---------- | ---------- | ---------- | ---------- | ---------- | ---------- | ---- | ------ |
| 2005-06 | A1 Team Zuid-Afrika | GBR SPR 24 | GBR FEA 6 | GER SPR    | GER FEA    | POR SPR | POR FEA | AUS SPR NF | AUS FEA NF | MAL SPR NF | MAL FEA 12 | UAE SPR 12 | UAE FEA 3 | RSA SPR NF | RSA FEA 5 | IND SPR NF | IND FEA 11 | MEX SPR NF | MEX FEA 18 | USA SPR 11 | USA FEA NF | CHN SPR 11 | CHN FEA 14 | 17   | 20     |
| 2006-07 | A1 Team Zuid-Afrika | NED SPR    | NED FEA   | CZE SPR NF | CZE FEA 11 | BEI SPR | BEI FEA | MAL SPR    | MAL FEA    | IND SPR    | IND FEA    | NZL SPR    | NZL FEA   | AUS SPR    | AUS FEA   | RSA SPR    | RSA FEA    | MEX SPR    | MEX FEA    | SHA SPR    | SHA FEA    | GBR SPR    | GBR FEA    | 14   | 24     |